# 존 틴들

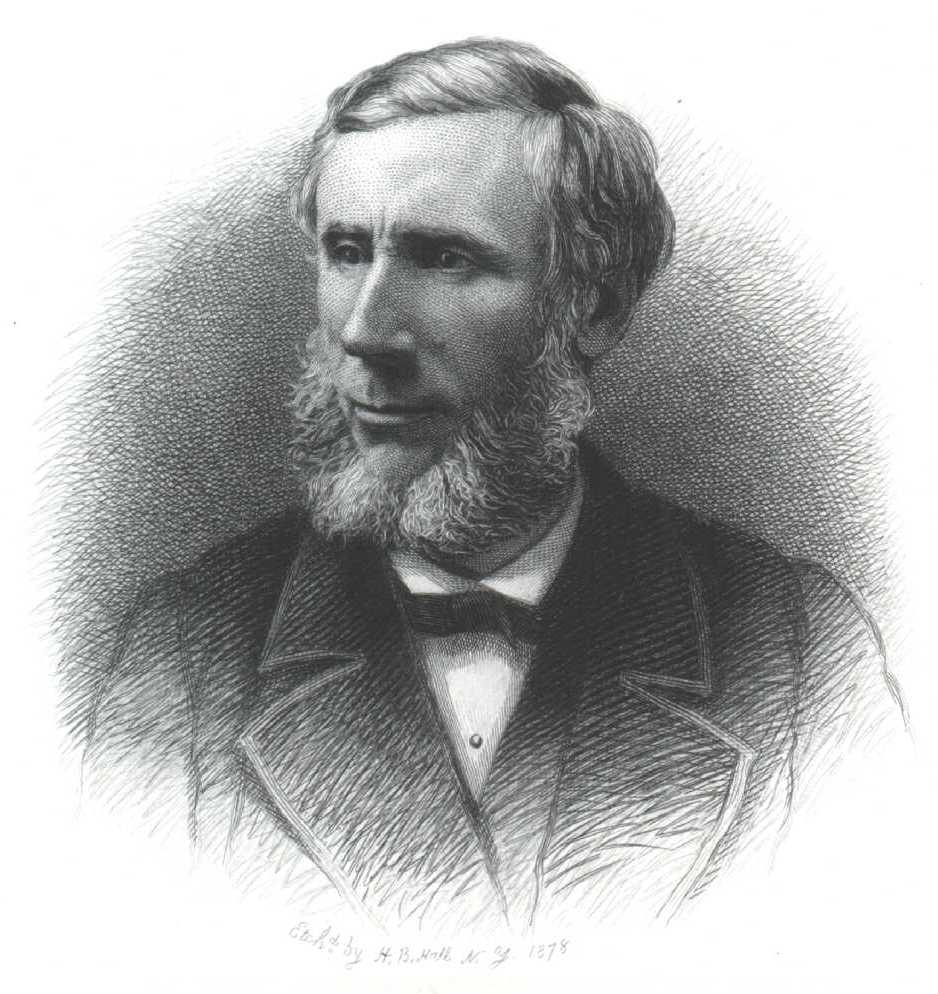

존 틴들(John Tyndall, 1820년 8월 2일 ~ 1893년 12월 4일)은 19세기의 저명한 아일랜드 물리학자이다. 1850년대 반자성 연구를 통해 명성을 드넓혔다. 나중에 적외선, 대기물리속성 분야에서 여러 발견을 했고 1859년에 이산화 탄소와 현재 알려진 온실 효과간 연관성을 입증해냈다.
1868년에 미국철학학회의 회원으로 선출되었다.

## 같이 보기
- 자연발생설
- 온실 기체
- 틴들 효과